# 이영자 (음악가)
이영자(李英子, 1931년 6월 4일~)는 대한민국의 여성 음악 교육자이자 작곡가이다.
한국여성작곡가협회의 창립멤버 6인 중 한 명이었으며, 초대회장을 역임했다. 그녀는 '한국 현대음악의 얼굴이자 어머니'로 불리기도 하며, 그녀의 작품은 국제적으로 공연되었다.

## 경력
- 대한민국예술원 회원
- 한국여성작곡가협 명예회장
- 아시아작곡가연맹 한국위원회 회장
- 한국작곡가협회 부회장
- 한국음악협회 부이사장
- 동아음악콩쿠르 심사위원

## 수상
- 2012년 은관문화훈장
- 2010년 한국음악상 대상
- 2009년 제50회 3.1문화상 학술상